# Cratón de Yilgarn

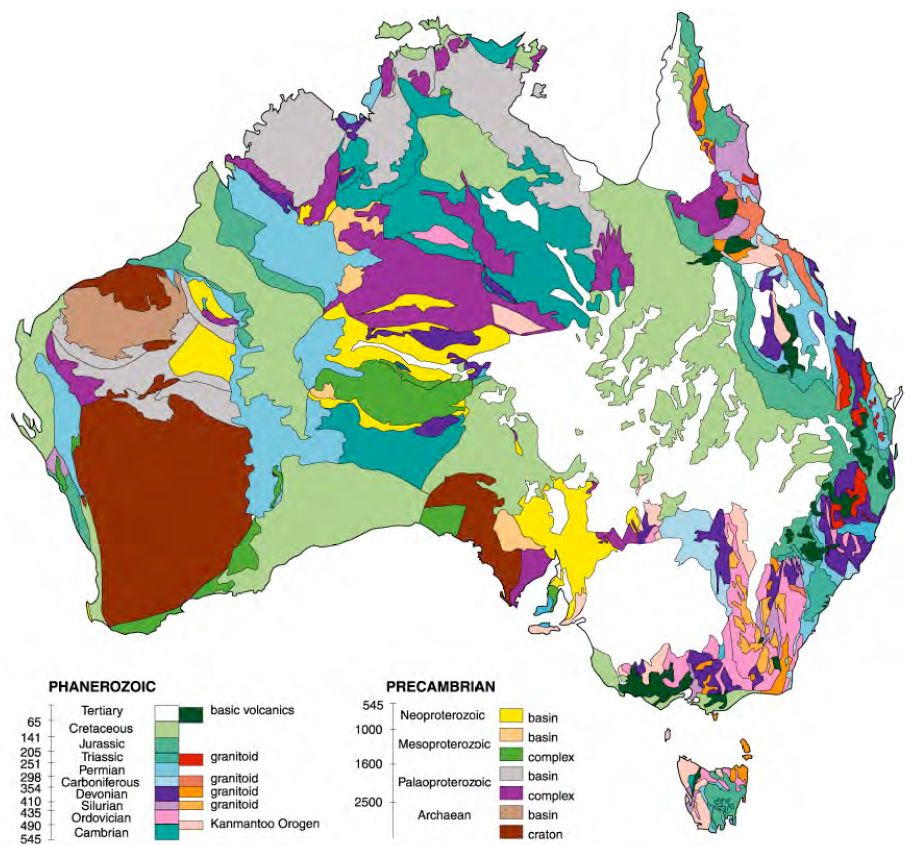
Regiones geológicas básicas de Australia, por edad

El cratón de Yilgarn es un gran cratón que constituye la mayor parte de la masa terrestre de Australia Occidental. Está delimitado por una mezcla de cuencas sedimentarias y cinturones plegados y corridos del Proterozoico. Los granos de zircón en Jack Hills, en el terrano de Narryer se han fechado en ~ 4270 Ma, con un circón detrítico fechado en 4400 Ma.
La provincia de Murchison del cratón contiene la estructura de impacto de Yarrabubba, con más de 2 mil millones de años, es el cráter de impacto meteorítico fechado más antiguo.

## Geología
El cratón de Yilgarn parece haberse ensamblado entre ~2940 y 2630 Ma por la acumulación de una multitud de bloques o terrenos de la corteza continental existente, la mayoría de los cuales se formaron entre 3200 Ma y 2800 Ma.
Este evento de acreción está registrado por intrusiones generalizadas de granito y granodiorita, que comprenden más del 70% del cratón de Yilgarn; un voluminoso vulcanismo de basalto toleítico y komatita; metamorfismo y deformación regionales, así como el emplazamiento de la gran mayoría de la dotación del cratón en mineralización de oro.

## Terreno gneis occidental
El terreno gneiss occidental es una serie de cinturones metamórficos arcaicos tempranos polideformados de alto grado, compuestos predominantemente de gneises de granulita leucocrática feldespática, que representan algunos de los fragmentos de corteza más antiguos de la Tierra. Se diferencia del resto del cratón de Yilgarn en que este último tiene un predominio de rocas metavolcánicas, tanto félsicas como máficas, mientras que el primero consiste en metasedimentos de alto grado y gneises de protolito desconocido.

## Provincia de Murchison
La provincia de Murchison está expuesta en el tercio occidental y norte del cratón de Yilgarn. La provincia está delimitada por importantes estructuras transcrustales que la separan de las provincias tectónicas circundantes del cratón y el cinturón gneis occidental.
La provincia de Murchison contiene el cráter Yarrabubba, que es el cráter de impacto de meteorito fechado más antiguo, con 2229 ± 5 Ma. El cráter está fuertemente erosionado y no queda ninguna expresión superficial de la estructura original. El rastro principal es una anomalía aeromagnética elíptica, que mide aproximadamente 20 km por 11 km, así como la presencia de minerales recristalizados por choque . Este impacto puede haber terminado con la glaciación huroniana por el forzamiento del clima con un pulso significativo de gases de efecto invernadero, ya que la edad se superpone ampliamente con los depósitos glaciales más jóvenes.

## Provincia de la Cruz del Sur
La Provincia de la Cruz del Sur se encuentra en el área central del cratón de Yilgarn. El cinturón de rocas verdes Marda-Diemals en Cruz del Sur se puede dividir en tres capas: el cinturón inferior (ca. 3000 Ma) caracterizado por roca volcánica máfica y formación de hierro bandeado, una capa de vulcanismo félsico intermedio y una capa sedimentaria superior (ca. 2730 Ma) de rocas volcánicas calcoalcalinas (complejo Marda) y sedimentarias clásticas (formación Diemals).

## Provincia de Goldfield Oriental
El cinturón de rocas verdes de Norseman-Wiluna en la provincia de Goldfield Oriental contiene la mayoría de los depósitos de veta de oro de Australia, incluida la famosa Milla de Oro de Kalgoorlie que contiene la mina Super Pit.
Las komatitas extrusivas (rocas volcánicas ultramáficas) se encuentran a lo largo del cinturón de roca verde de Norseman-Wiluna. Se produjo un cambio de magmatismo dominado por volcanes a dominado por plutónicos en el cinturón de piedra verde de Norseman-Wiluna aproximadamente entre 2685 y 2675 Ma. Se produjeron voluminosas intrusiones de granito con alto contenido de calcio entre 2670 y 2655 Ma Gran parte del oro se depositó entre 2650 y 2630 Ma, y mucho de esto se asoció con la reactivación por deslizamiento de fallas anteriores (normales e inversas).